# Lyudmyla Olyanovska
Lyudmyla Olyanovska (en ukrainien : Людмила Олександрівна Оляновська), née le 20 février 1993, est une athlète ukrainienne, spécialiste de la marche athlétique.

## Biographie
Elle devient vice-championne d'Europe à Zurich en août 2014, puis remporte la médaille de bronze des Championnats du monde de Pékin en août 2015.

### Palmarès
| Date | Compétition                   | Lieu      | Résultat | Épreuve      | Performance     |
| ---- | ----------------------------- | --------- | -------- | ------------ | --------------- |
| 2012 | Coupe du monde                | Saransk   | 5e       | 10 km marche | 46 min 35 s     |
| 2012 | Championnats du monde juniors | Barcelone | 4e       | 10 km marche | 45 min 53 s 50  |
| 2013 | Championnats du monde         | Pékin     | 12e      | 20 km marche | 1 h 30 min 48 s |
| 2014 | Coupe du monde                | Taicang   | 7e       | 20 km marche | 1 h 27 min 27 s |
| 2014 | Championnats d'Europe         | Zurich    | 2e       | 20 km marche | 1 h 28 min 07 s |
| 2015 | Coupe d'Europe                | Murcie    | 9e       | 20 km marche | 1 h 27 min 09 s |
| 2015 | Championnats d'Europe espoirs | Tallinn   | 3e       | 20 km marche | 1 h 28 min 41 s |
| 2015 | Championnats du monde         | Pékin     | 3e       | 20 km marche | 1 h 28 min 13 s |
| 2024 | Championnats d'Europe         | Rome      | 3e       | 20 km marche | 1 h 28 min 48 s |
| 2024 | Jeux olympiques               | Paris     | 14e      | 20 km marche | 1 h 29 min 55 s |

## Records
| Épreuve      | Performance     | Lieu   | Date        |
| ------------ | --------------- | ------ | ----------- |
| 20 km marche | 1 h 27 min 09 s | Murcie | 17 mai 2015 |